# Ukraine occidentale
 (septembre 2019).
Si vous disposez d'ouvrages ou d'articles de référence ou si vous connaissez des sites web de qualité traitant du thème abordé ici, merci de compléter l'article en donnant les références utiles à sa vérifiabilité et en les liant à la section « Notes et références ».
L'Ukraine occidentale (en ukrainien : Західна Україна) est la partie de l'actuelle Ukraine, héritière du royaume de Galicie-Volhynie, qui se différencie du reste de l'Ukraine par le fait qu'elle n'ait pas fait partie de l'Empire russe mais fut successivement sous le contrôle de la république des Deux Nations, de l'empire d'Autriche, de l'Autriche-Hongrie et de la Deuxième République polonaise. 
Elle regroupe les régions historiques de Galicie, Volhynie, Transcarpatie et Boukovyne du Nord, et comprend les villes de Lviv, Halytch, Tchernivtsi, Oujhorod, Rivne et Loutsk.

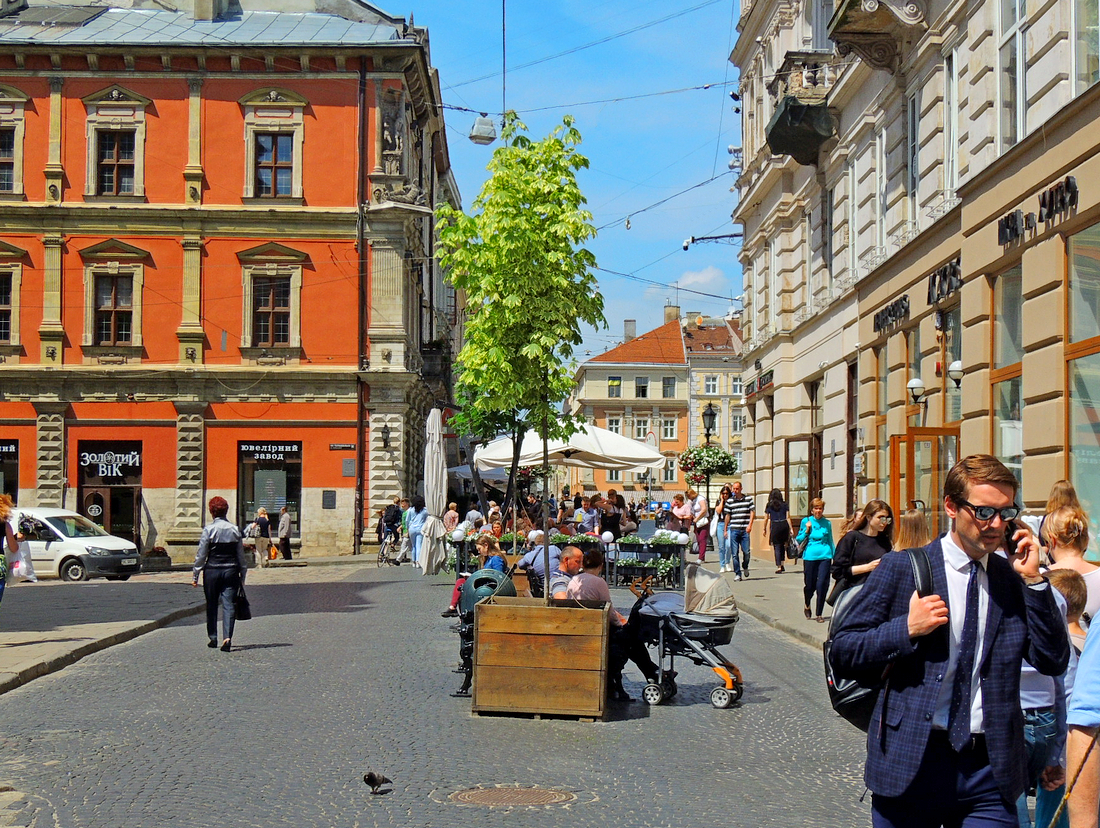
Rues piétonnes de la vieille ville de Lviv, l'ancienne capitale du royaume de Galicie-Volhynie et aujourd'hui ville la plus peuplée d'Ukraine occidentale.

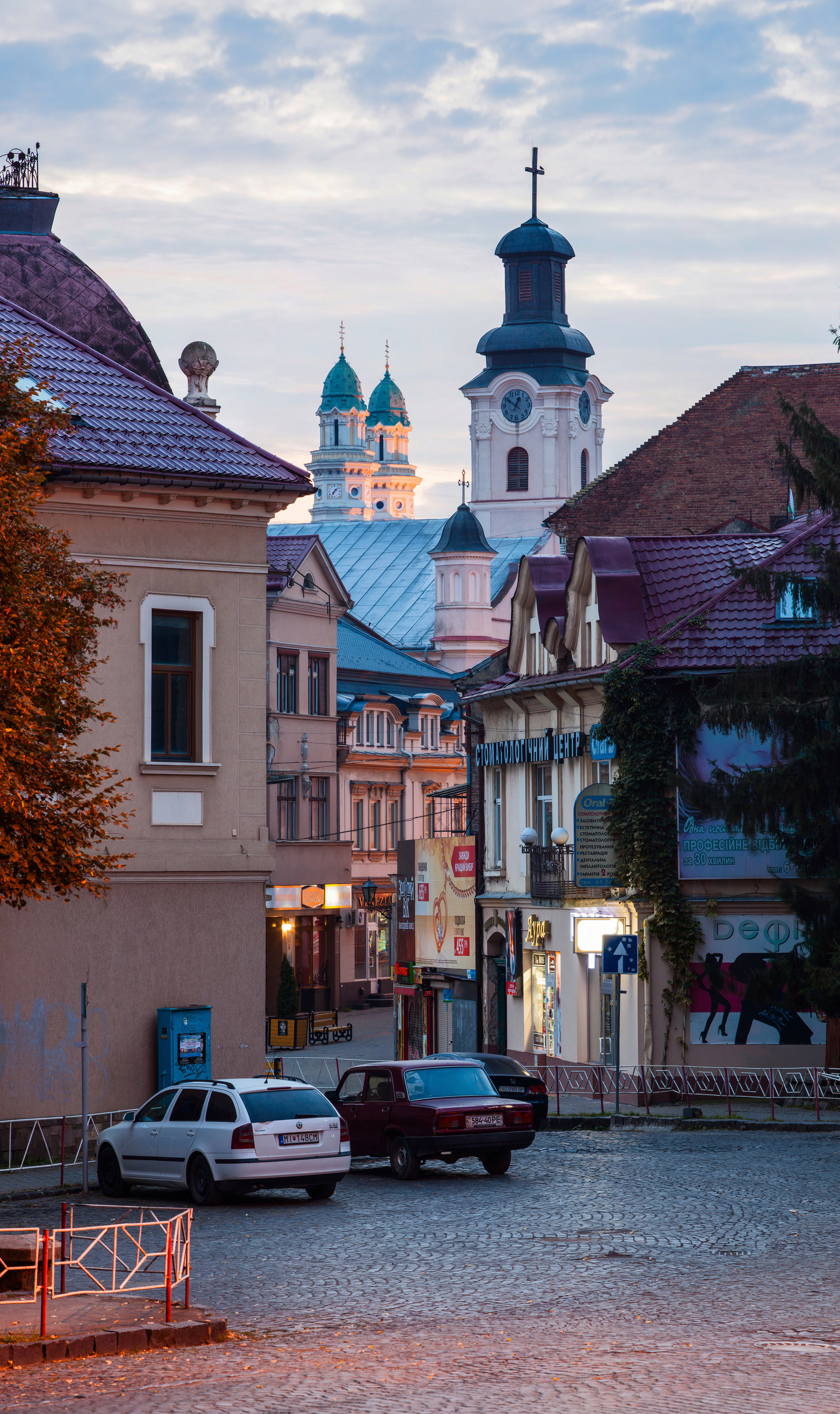
Vieille ville et églises catholiques à Oujhorod illustrant l'influence de la chrétienté occidentale sur l'Ukraine occidentale.

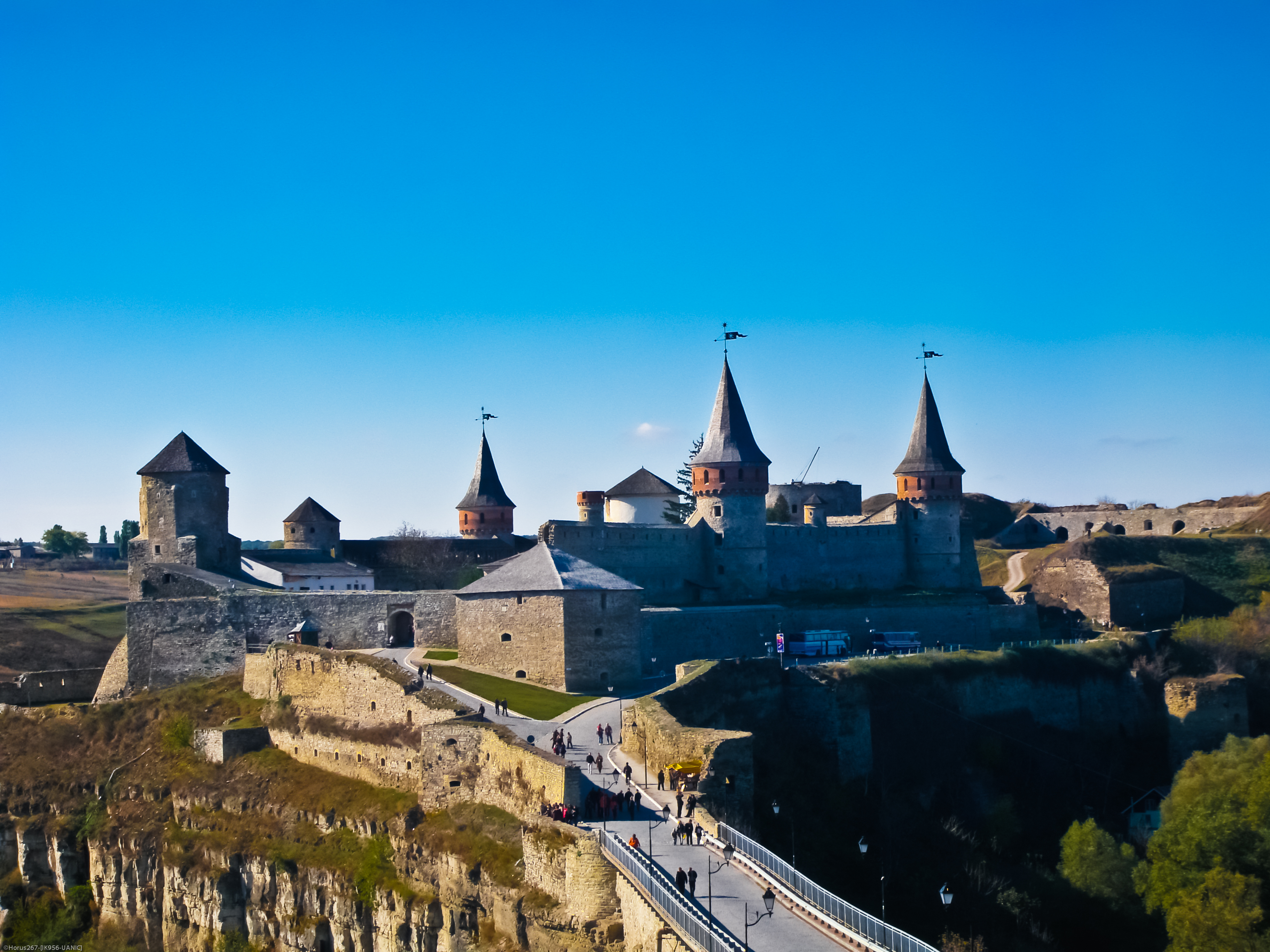
Forteresse de Kamianets, dont la structure actuelle date de l'époque de Union de Pologne-Lituanie,,,.

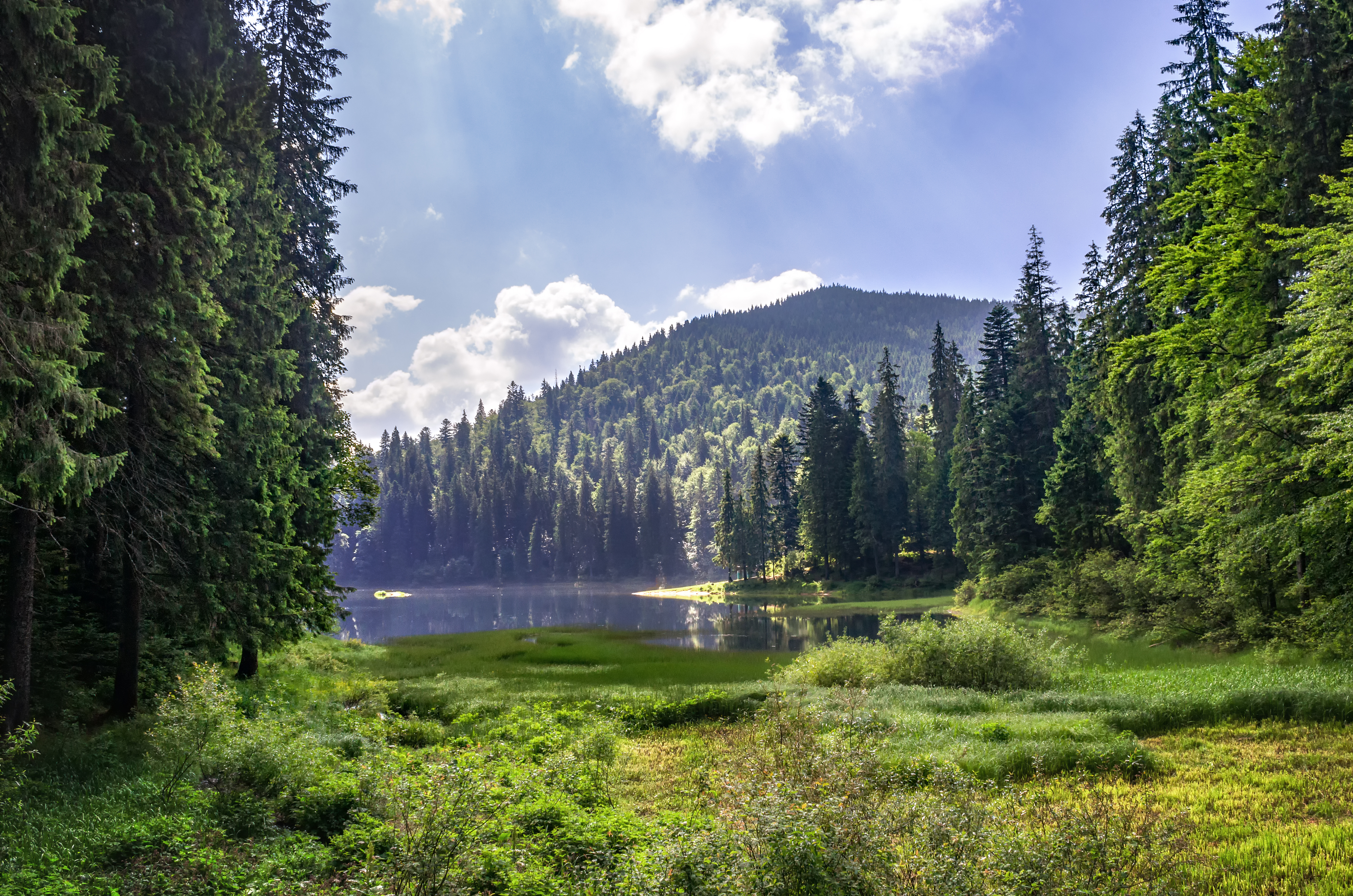
Le lac Synevyr dans les Carpates ukrainiennes.

L'Ukraine occidentale est connue pour son patrimoine naturel et culturel exceptionnel dont plusieurs sites sont inscrits sur la liste du patrimoine mondial de l'Unesco. On y trouve notamment, sur le plan architectural, la forteresse de Kamianets, la vieille ville de Lviv, l'ancienne résidence des métropolites de Bucovine et de Dalmatie, les Tserkvas, la forteresse de Khotin et la laure de Potchaïv. 
Ses paysages et sites naturels représentent également un atout touristique majeur pour la région mêlant les paysages montagnards des Carpates ukrainiennes et ceux du Plateau de Podolie. Ceux-ci comprennent le mont Hoverla, point culminant de l'Ukraine, la grotte Optimiste, la plus grande d'Europe avec ses 240 km de galeries, la station de ski de Bukovel, le parc national de Synevyr, le parc national des Carpates ou encore le parc national de l'Ouj protégeant une partie des forêts primaires incluses dans la réserve de biosphère des Carpates orientales.

## Histoire

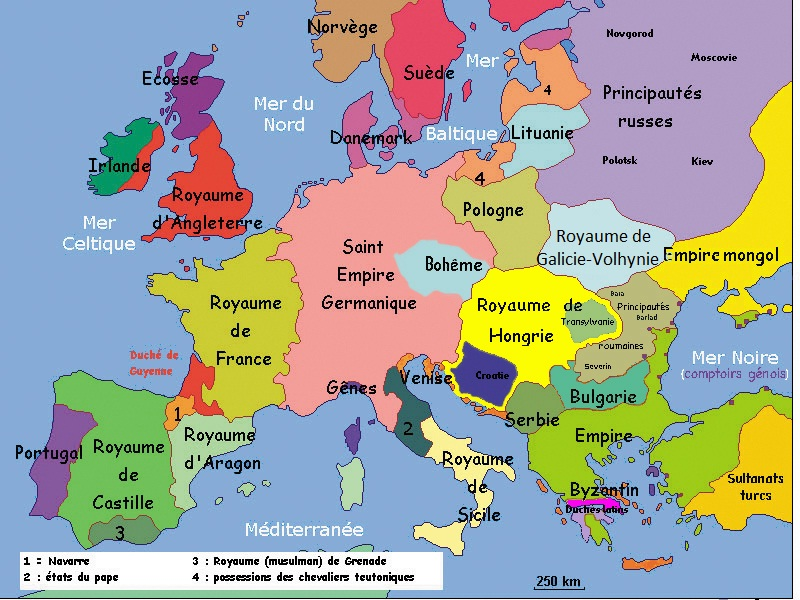
Le royaume de Galicie-Volhynie sur la carte de l'Europe au XIIIe siècle.

Achèvement de la conquête soviétique de l'Ukraine occidentale, alors sous domination polonaise, à la suite du pacte germano-soviétique.

La principauté de Galicie y a émergé à la fin du XIe siècle, remplacée par le Royaume de Galicie-Volhynie. Du XIVe au XVIIIe siècle, l'Ukraine occidentale a fait partie du royaume de Pologne, de la république des Deux Nations et de la principauté de Moldavie, avant d’être incorporée à l'Empire autrichien (voire Royaume de Galicie et de Lodomérie, à l’exception de la Volhynie, rattachée à la Russie.
Après la Première Guerre mondiale, la république populaire d'Ukraine occidentale a été proclamée à Lviv, mais a finalement été en partie annexée par la Pologne à l'issue de la guerre polono-ukrainienne, tandis que du côté soviétique, la République populaire ukrainienne, indépendante, était remplacée par la république socialiste soviétique d'Ukraine, subordonnée à la Russie soviétique. En 1939, l'Union soviétique a annexé le reste de l'Ukraine occidentale conformément aux protocoles secrets du pacte Hitler-Staline.
L'Ukraine occidentale a été le centre du mouvement indépendantiste ukrainien après la Seconde Guerre mondiale, qui a conduit à l'indépendance de l'Ukraine en 1991.
L'Ukraine occidentale compte une forte proportion de catholiques de rite grec (ils sont largement majoritaires en Galicie). L'ukrainien en est la langue principale, même si la plupart des habitants de la région maîtrisent le russe et, souvent, le polonais (Galicie orientale), le roumain (Bucovine) et parfois le hongrois (Transcarpatie). Du fait de cet héritage historique, l'Ukraine occidentale est la région la plus europhile et libérale de l'Ukraine, et l'adhésion du pays à l'Union européenne y trouve un très large consensus.

## Patrimoine architectural
Du fait de son appartenance à deux puissances historiques de l'Europe : la république des Deux Nations et l'Empire d'Autriche et de son statut de marche au voisinage de l'Empire russe et de l'Empire ottoman, l'Ukraine occidental est un lieu où fut bâti un important patrimoine architectural. Certains monuments ou ensembles sont ainsi inscrits sur la liste du patrimoine mondial de l'Unesco tels la vieille ville de Lviv, l'ancienne résidence des métropolites de Bucovine et de Dalmatie aujourd'hui intégrée à l'université nationale de Tchernivtsi, la Forteresse de Kamianets ou les Tsetkvas.

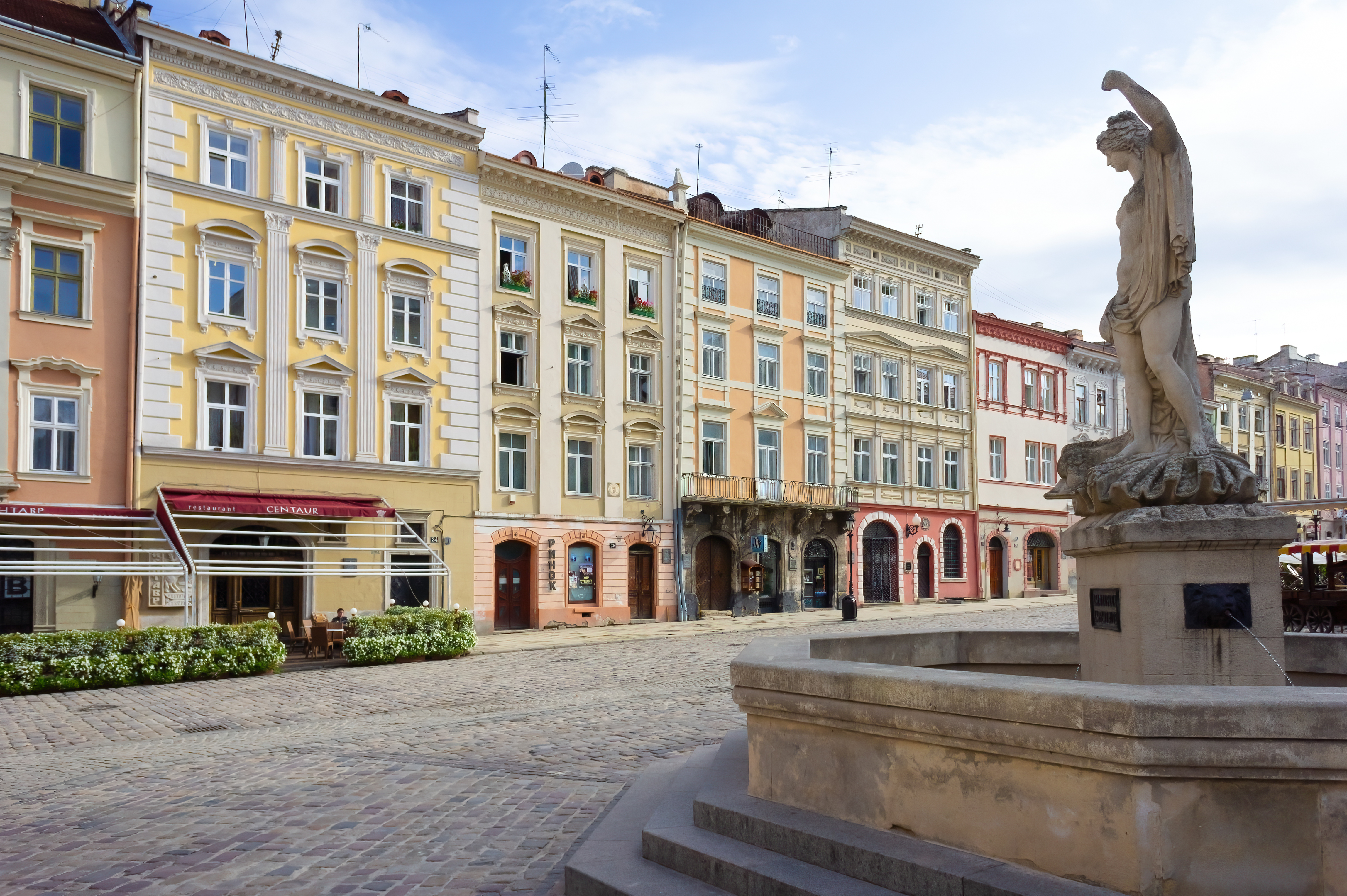
Place du marché de Lviv
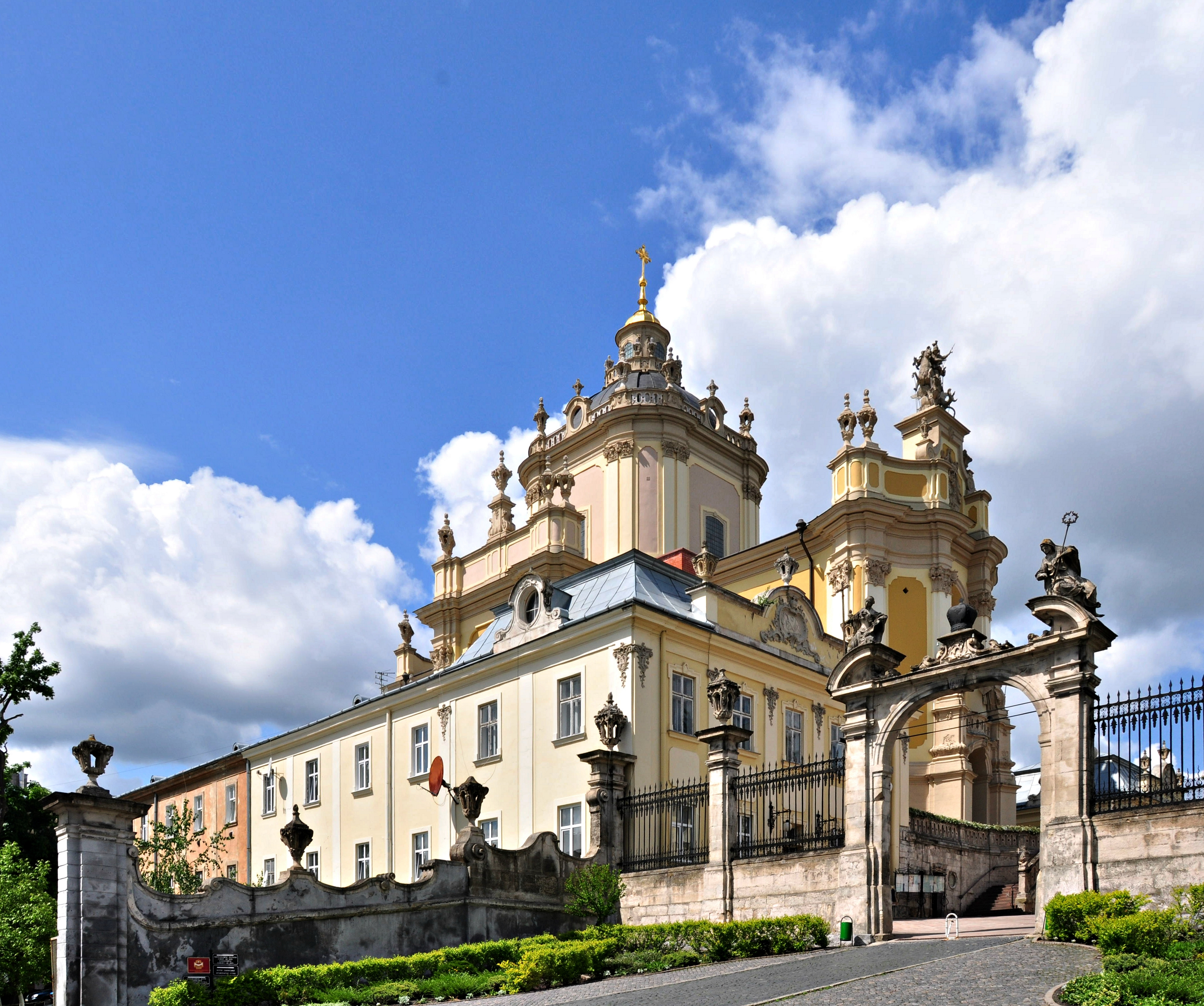
Cathédrale Saint-Georges de Lviv
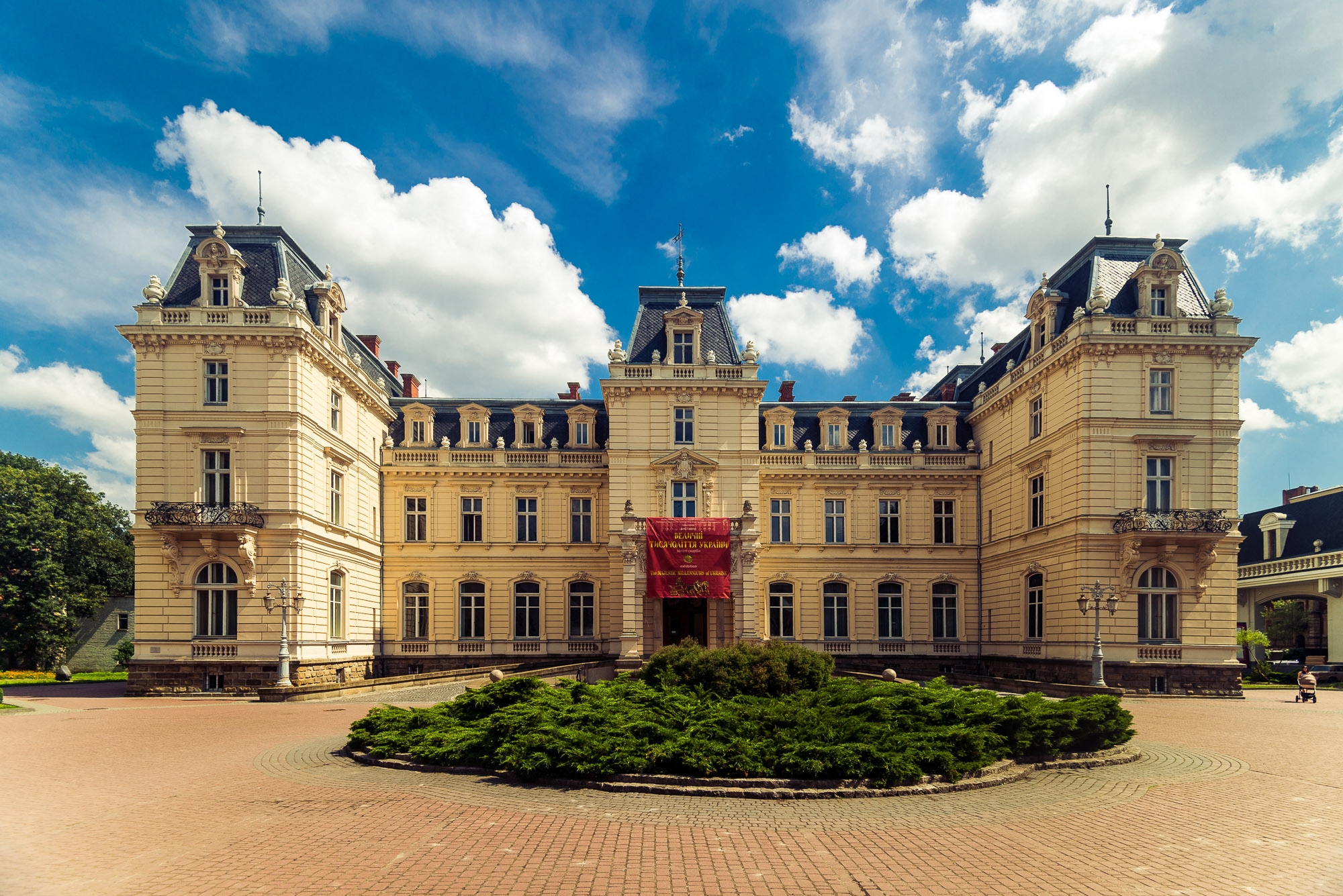
Palais Potocki
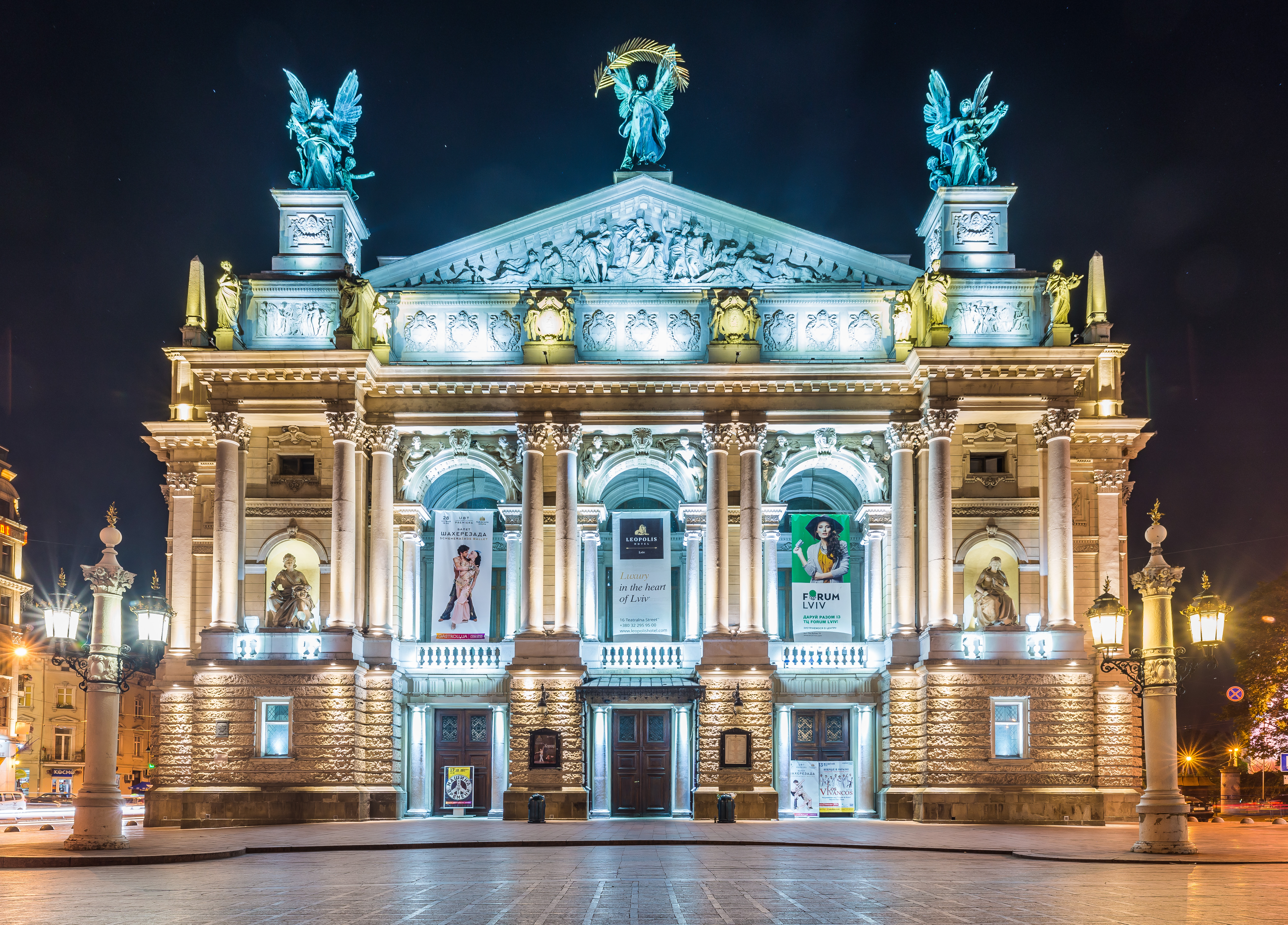
Opéra de Lviv
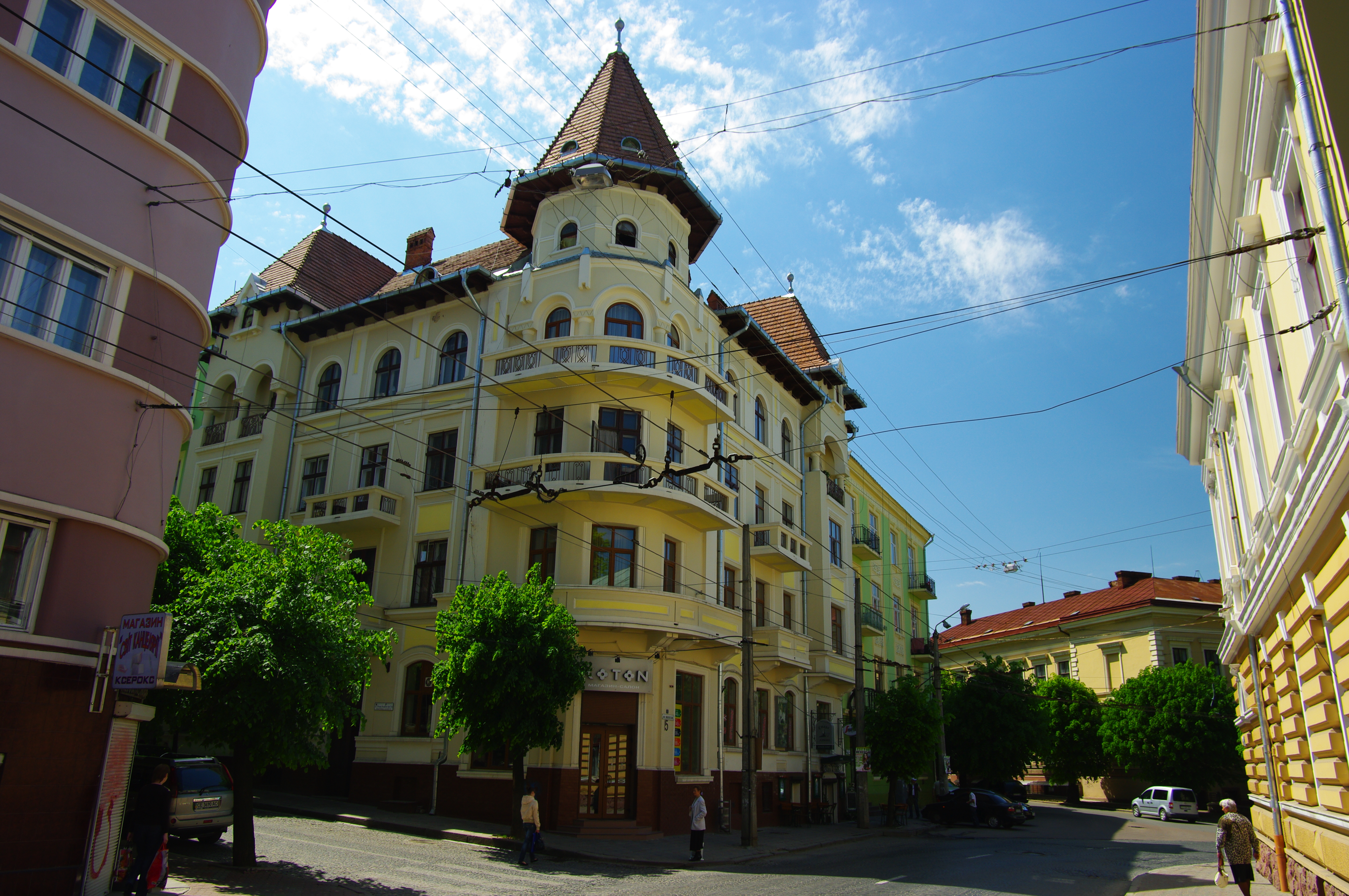
Vieille ville de Tchernivtsi
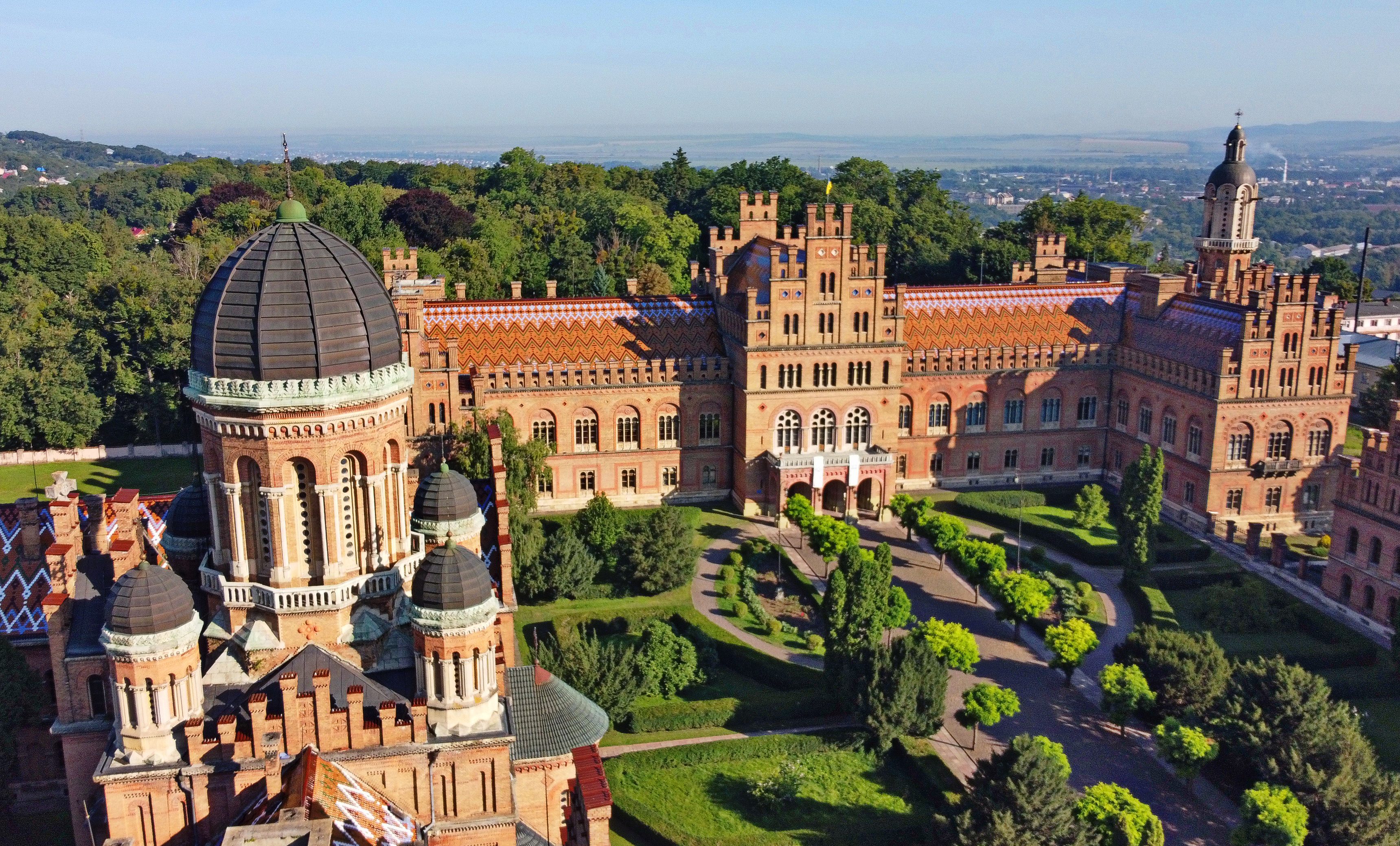
Ancienne résidence des métropolites de Bucovine et de Dalmatie
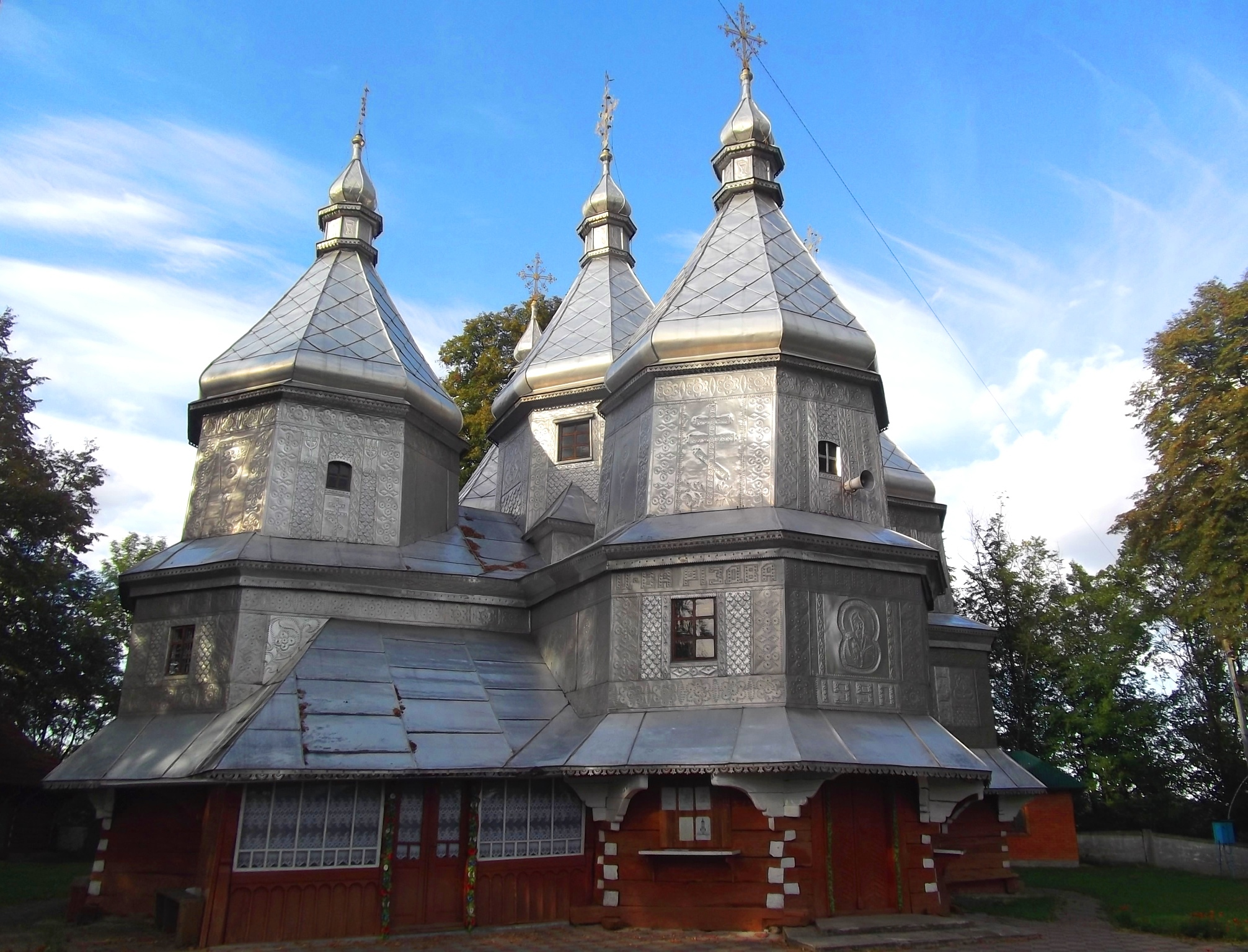
Tsetkvas catholique de la nativité
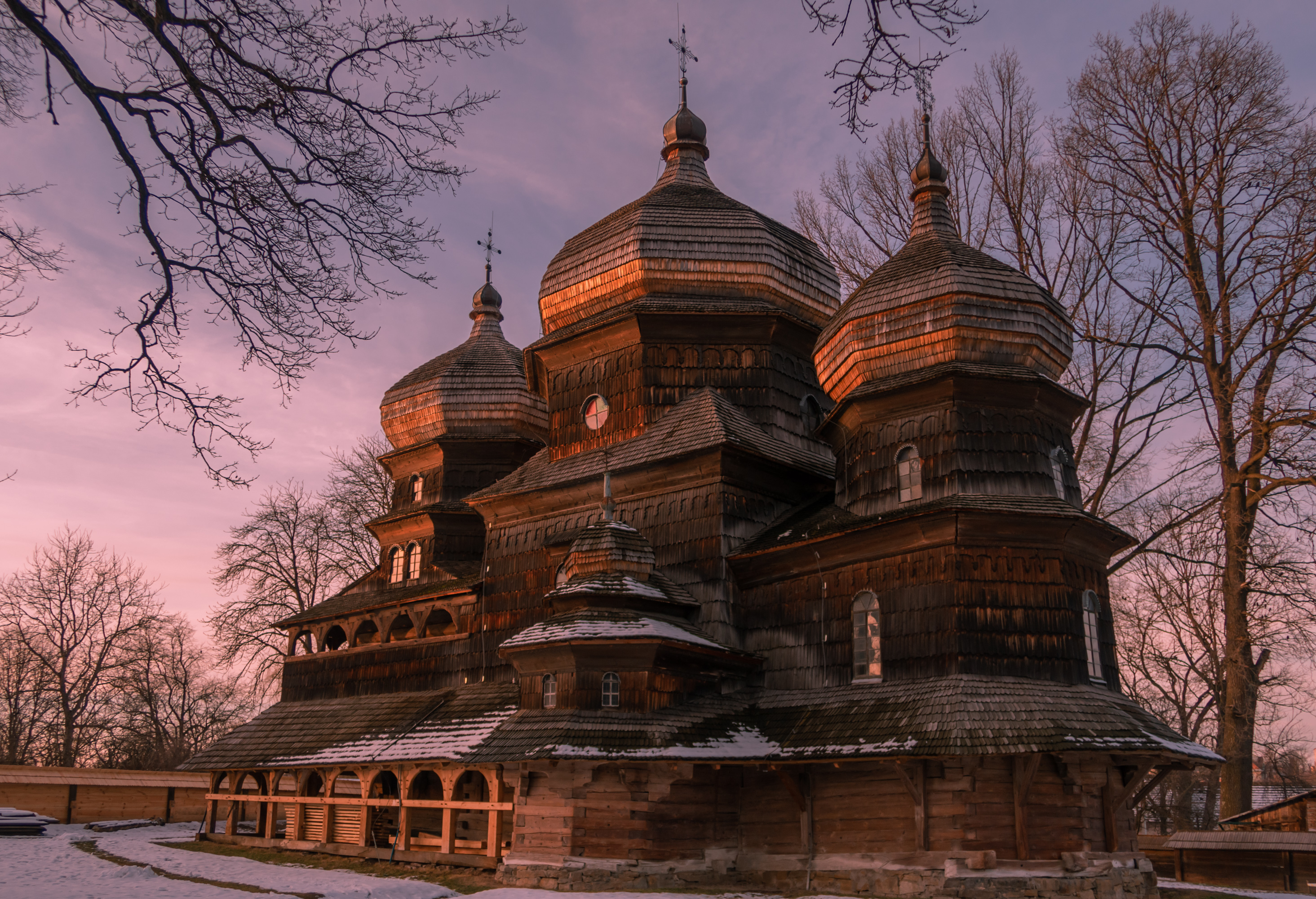
Tsetkvas Saint-Georges de Drohobytch
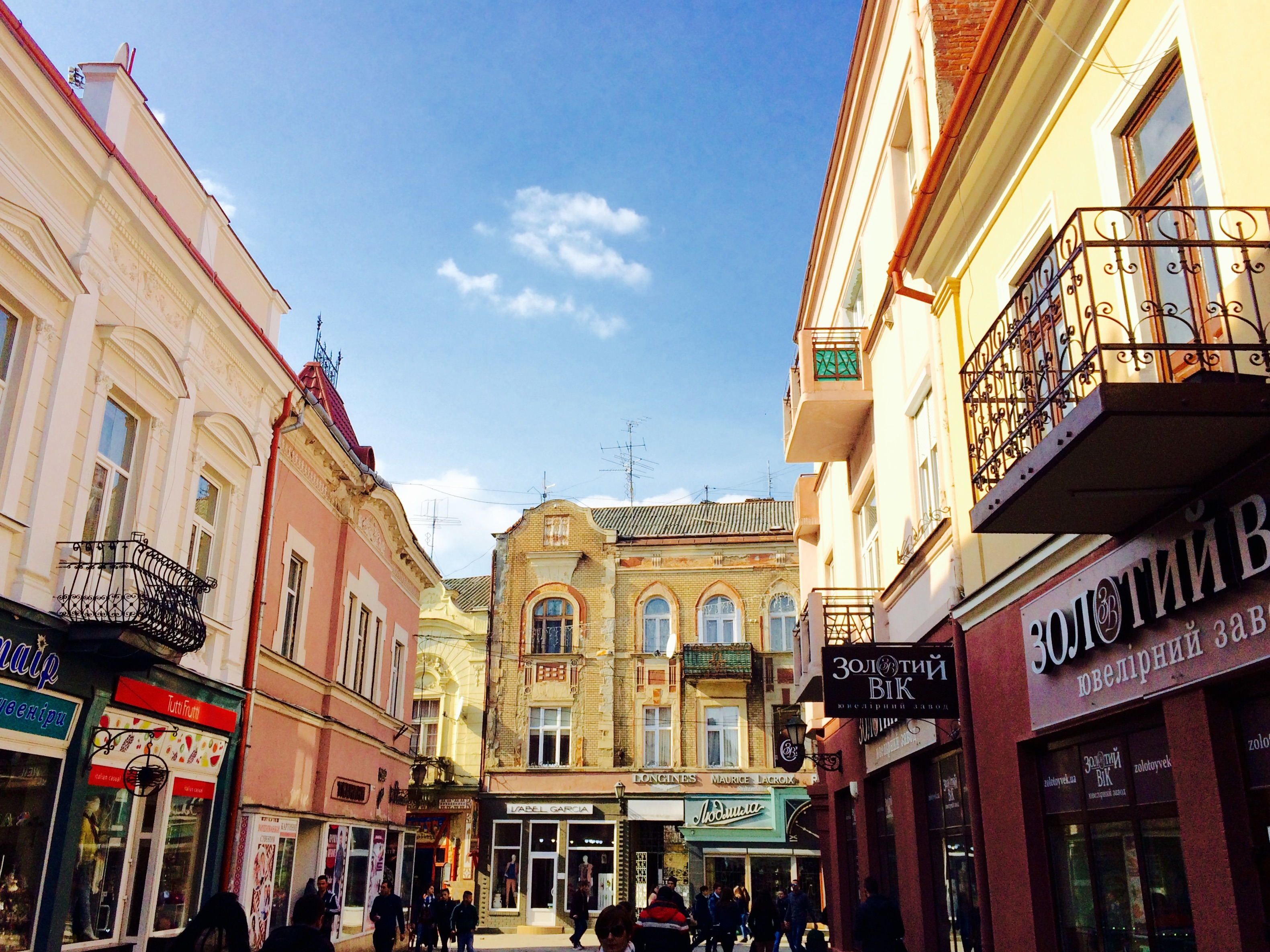
Vieille ville d'Oujhorod
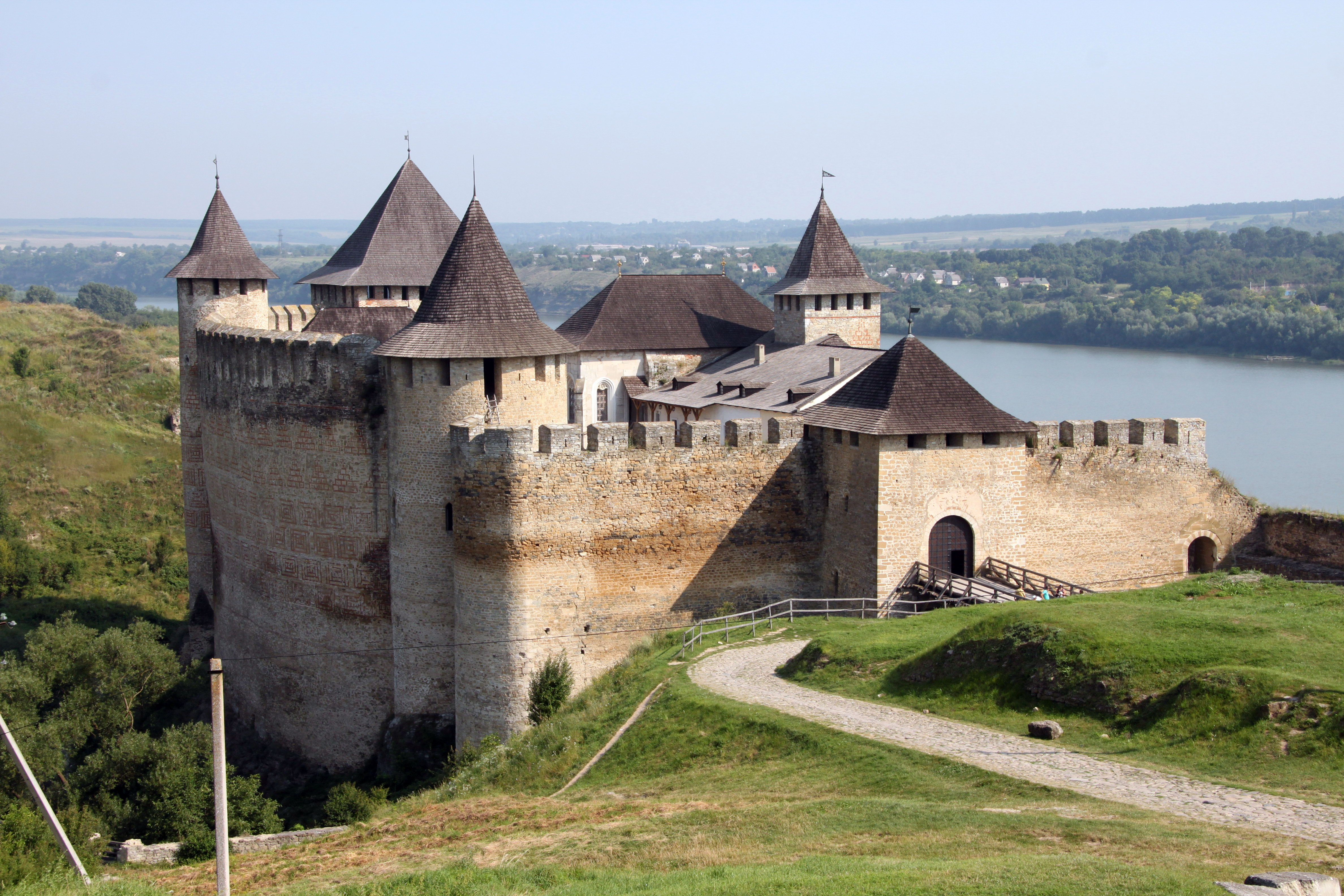
Forteresse de Khotin
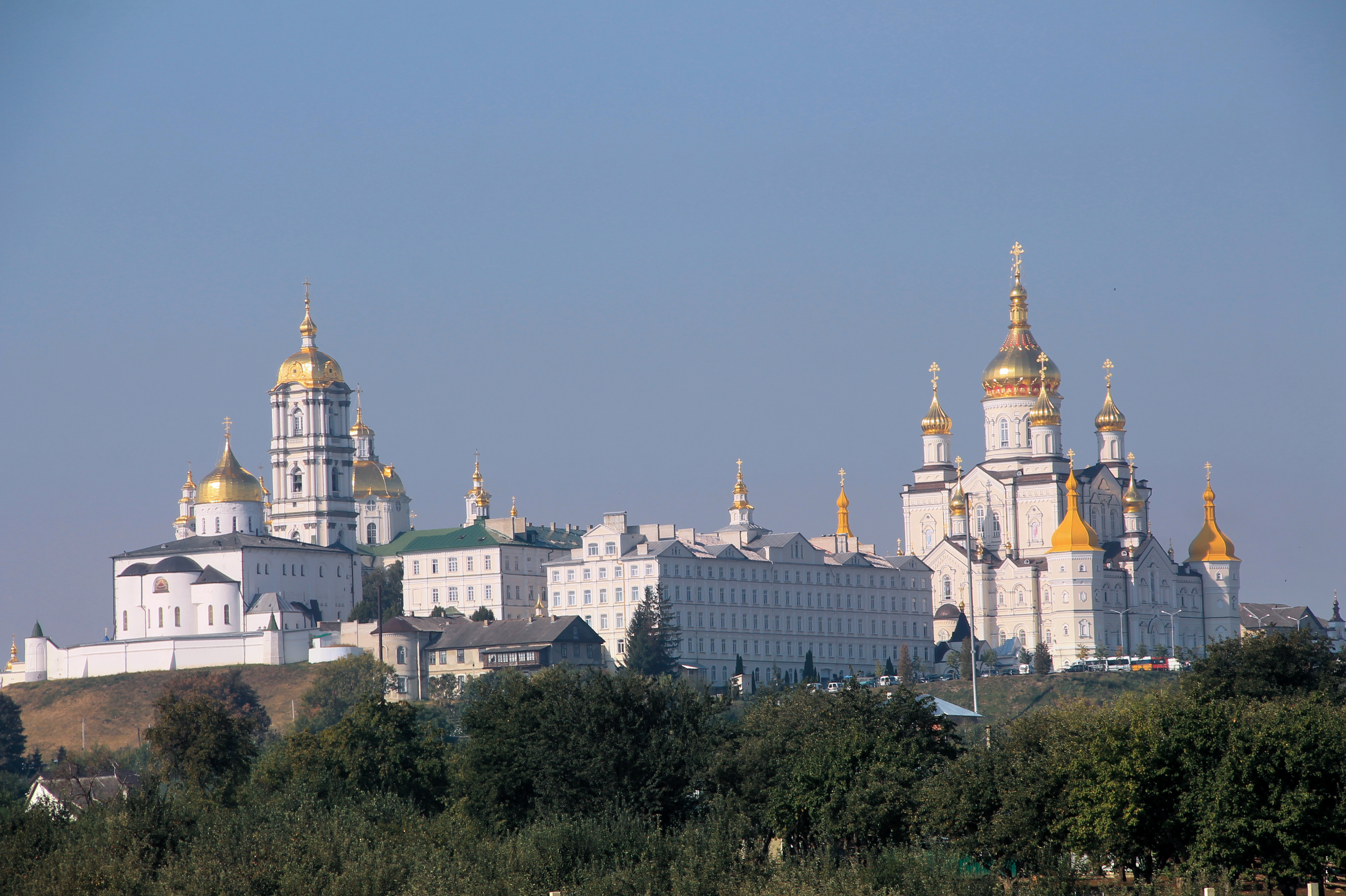
Laure de Potchaïv
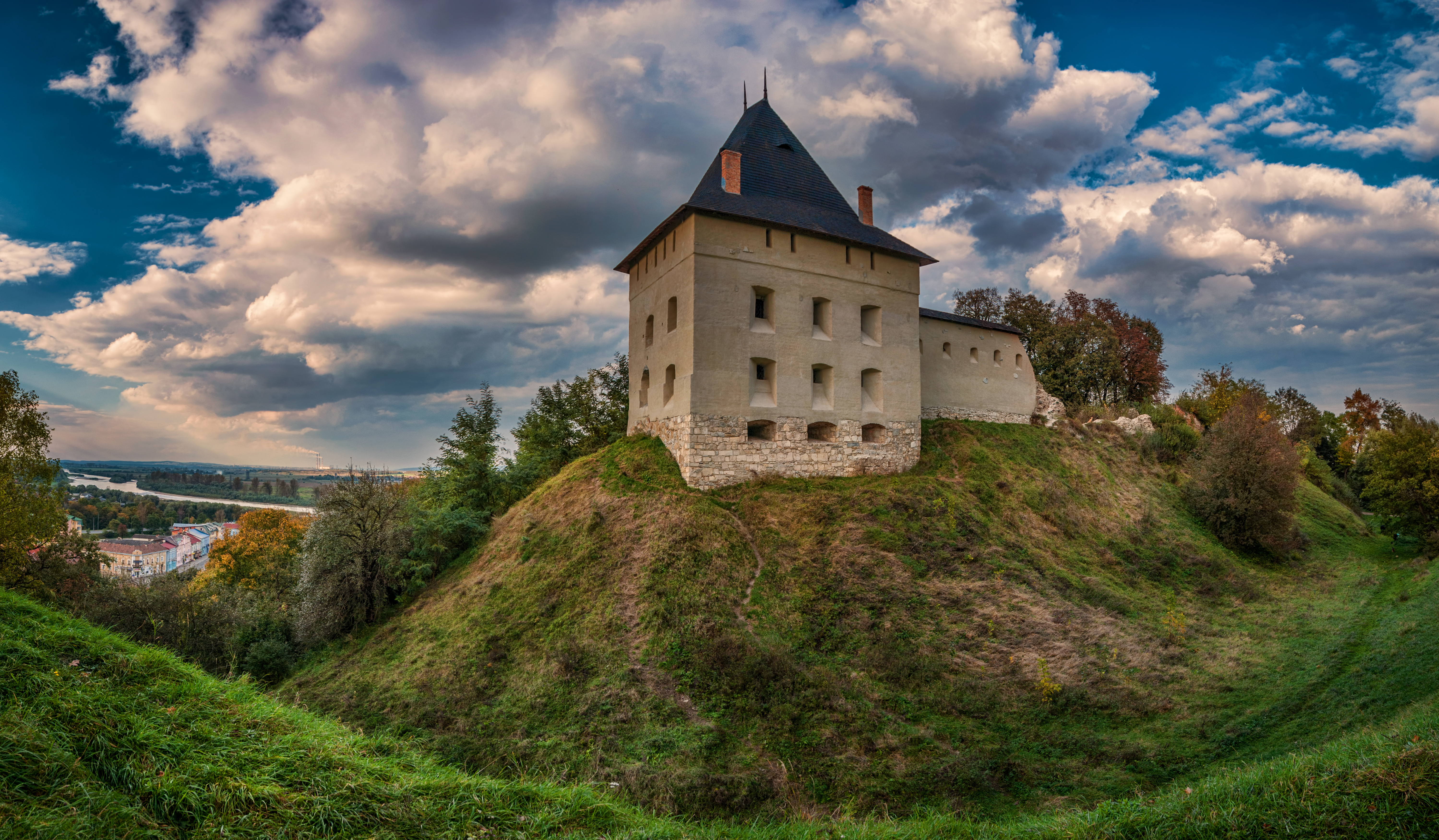
Château de Halytch
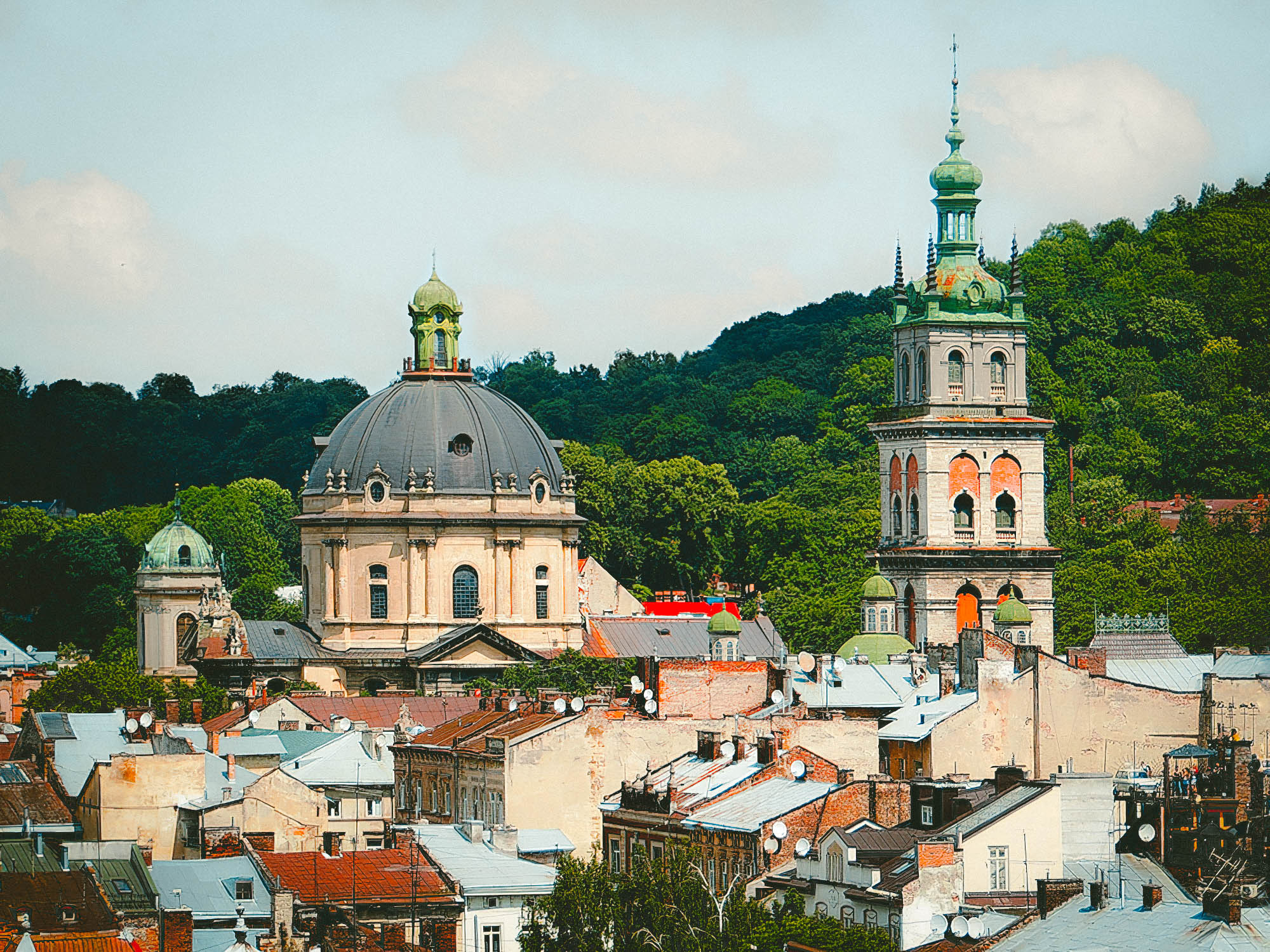
Vieille ville de Lviv
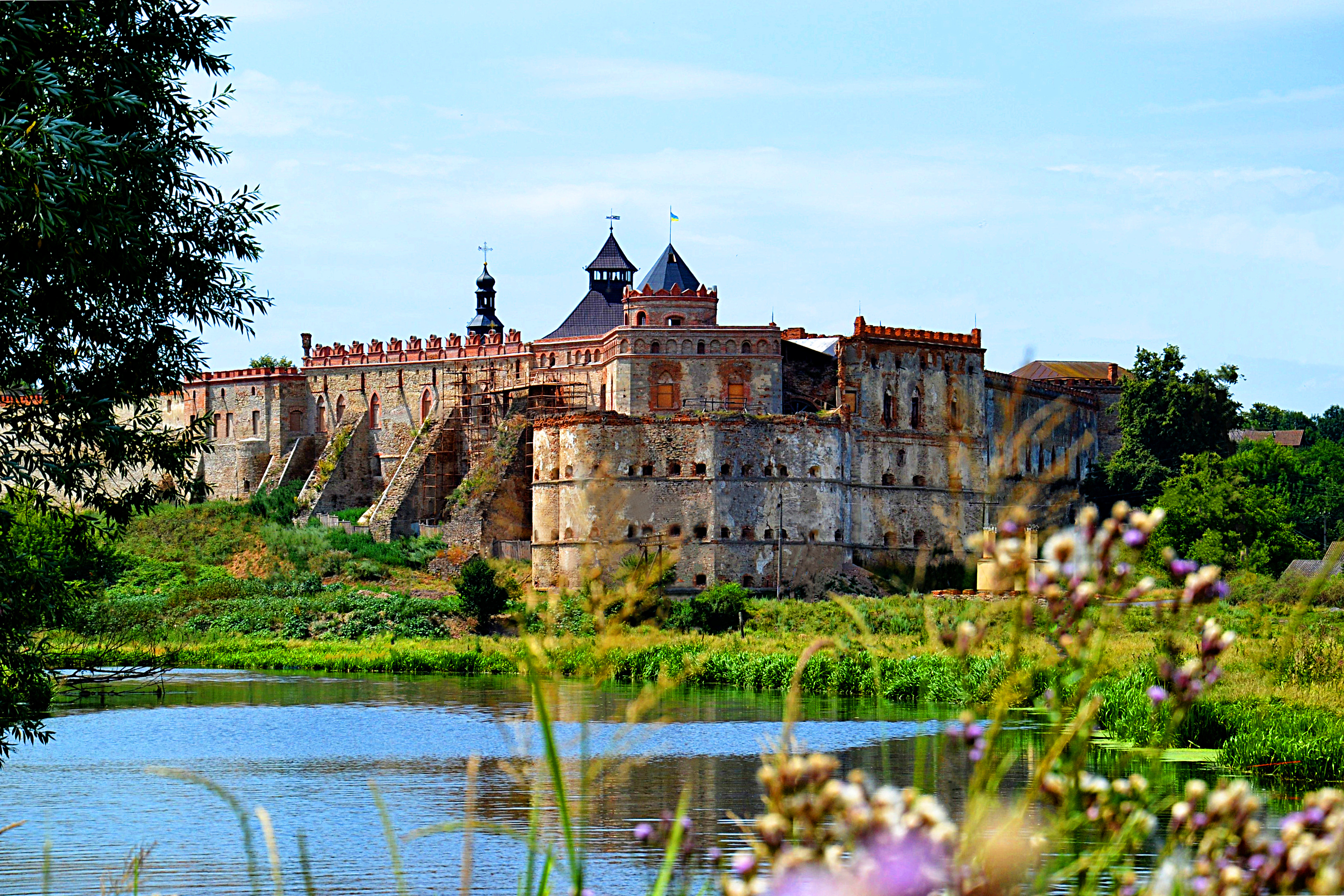
Château de Medjybij

## Armoiries des régions d'Ukraine occidentale

Armoiries du principauté de Galicie-Volhynie
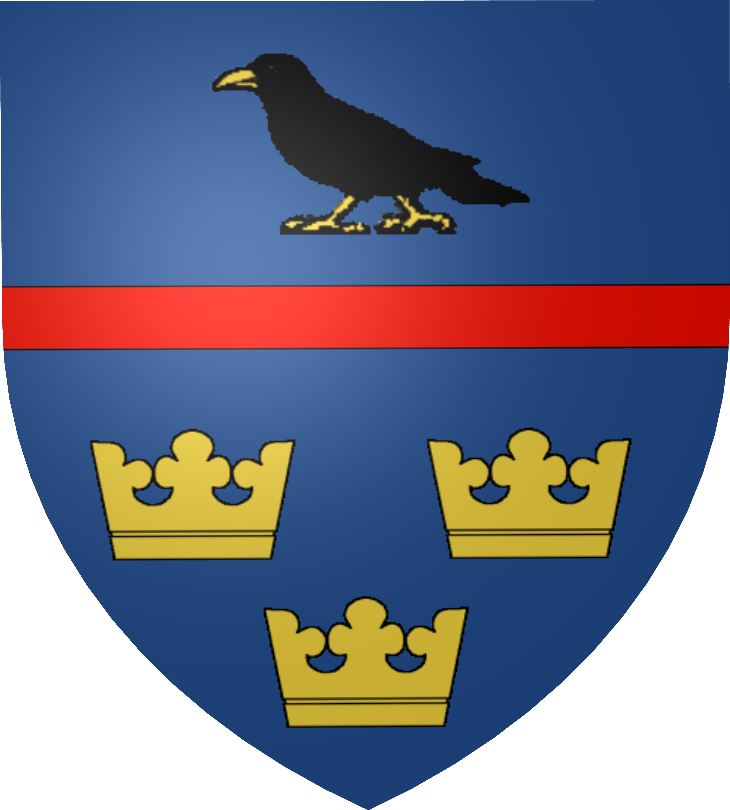
Armoiries du Royaume de Galicie et de Lodomérie
Armoiries de la Galicie
Armoiries de la Volhynie
Armoiries de la Transcarpatie
Armoiries de la Bucovine
Armoiries de la Podolie

### Sources
- Jan T. Gross, Western Ukraine, Princeton University Press 2002,  (ISBN 0691096031)  ;
- Terry Martin, Sharon Stanton & Myron Weiner, Western Ukraine, Berghahn Books 2001,  (ISBN 157181339X)  ;
- Serhy Yekeltchouk, Ukraine : Birth of a Modern Nation, Oxford University Press 2007,  (ISBN 978-0-19-530546-3).